# Khorūsān
Khorūsān (persiska: خُوريشان, خُرُّسَن, خروسان) är en ort i Iran.   Den ligger i provinsen Lorestan, i den centrala delen av landet, 280 km sydväst om huvudstaden Teheran. Khorūsān ligger 1 991 meter över havet och antalet invånare är 277.
Terrängen runt Khorūsān är huvudsakligen platt, men åt nordost är den kuperad. Runt Khorūsān är det ganska glesbefolkat, med 48 invånare per kvadratkilometer. Närmaste större samhälle är Modābād, 8,0 km söder om Khorūsān. Trakten runt Khorūsān består i huvudsak av gräsmarker.